# Código Civil (Ecuador)
El Código Civil de la República del Ecuador es el cuerpo normativo que regula las relaciones jurídicas civiles en Ecuador y está compuesto por 2 424 artículos, organizados en un título preliminar y cuatro libros que rigen: (1) las personas, (2) los bienes y su dominio, (3) la sucesión por causa de muerte y las donaciones entre vivos, y (4) las obligaciones en general y los contratos.
La primera codificación del Código Civil del Ecuador fue expedida el 4 de diciembre de 1860 por el Senado y la Cámara de Representantes del Ecuador, reunidos en Congreso, y entró en vigencia el 1 de enero de 1861. Desde entonces, dicho cuerpo normativo ha contado con diversas reformas que han sido codificadas dando origen a ocho ediciones distintas: primera edición de 1860, segunda edición de 1871, tercera edición de 1889, cuarta edición de 1930, quinta edición de 1950, sexta edición de 1956 (publicada en 1960 en la "Recopilación de la Constitución y Leyes del Ecuador), séptima edición de 1970 y octava edición de 2005, actualmente vigente.
La octava edición del año 2005, a su vez, ha experimentado varias de las más importantes reformas en la legislación civil ecuatoriana, como lo son: la eliminación del matrimonio entre menores de edad y las uniones tempranas, conforme lo exigen los estándares internacionales de derechos humanos, y la consagración del matrimonio igualitario  mediante la declaración de la inconstitucionalidad del artículo 81 del Código Civil y su sustitución por el siguiente texto: "Art. 81.- Matrimonio es un contrato solemne por el cual dos personas se unen con el fin de vivir juntos y auxiliarse mutuamente", en reemplazo de su texto anterior "Art. 81.- Matrimonio es un contrato solemne por el cual un hombre y una mujer se unen con el fin de vivir juntos, procrear y auxiliarse mutuamente".
La declaración de inconstitucionalidad sustitutiva del artículo 81 del Código Civil se dio con la Sentencia n.º 10-18-CN/19 y Sentencia n.º 11-18-CN/2019 dictadas por la Corte Constitucional del Ecuador, bajo la ponencia de los jueces Alí Lozada y Ramiro Ávila Santamaría, respectivamente.
El Código Civil ecuatoriano es una adaptación del Código Civil de Chile, elaborado por don Andrés Bello; por lo cual, guarda importantes similitudes con las codificaciones civiles de países como Colombia, Panamá, El Salvador, Nicaragua y Honduras, fuertemente influenciados por la tradición civilista chilena.

## Historia

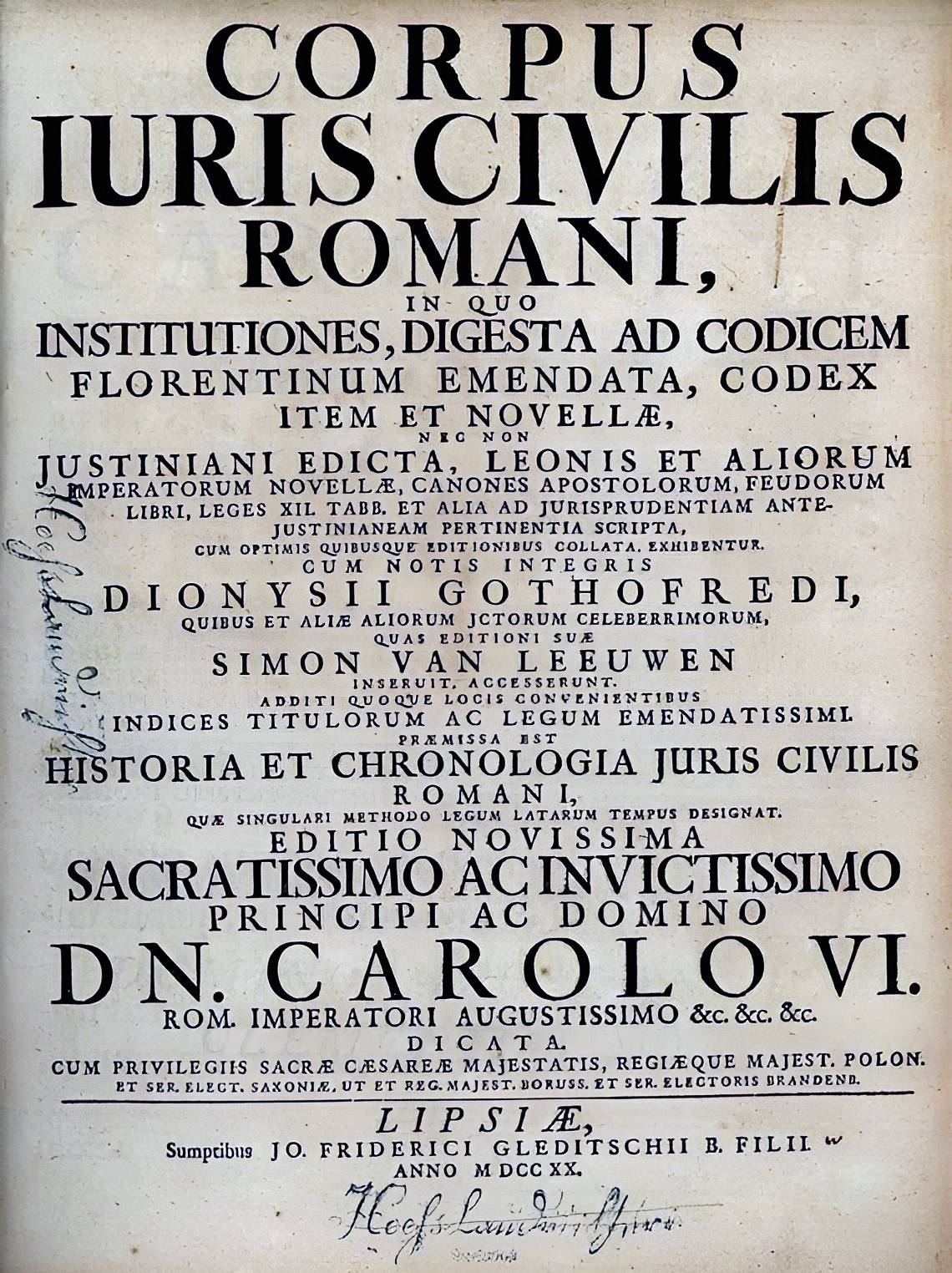
Corpus iuris civilis Romani. Gothofredus, 1583.

### Origen jurídico
El origen más remoto del Código Civil ecuatoriano está en la recopilación de todas las leyes romanas a cargo de Triboniano, quien encabezaba una comisión de juristas nombrada por el emperador bizantino Justiniano I. Esta recopilación dio como resultado el Digesto (Digestum, o Pandectas) publicado en 533, componente central del Corpus iuris civilis (latín para: Cuerpo de Derecho civil). Tras la caída de la Primera República Francesa, y la instauración del Primer Imperio francés, Napoleón Bonaparte ordenó la creación de un cuerpo legal que reuniera la tradición jurídica francesa, estructurado sobre dos ejes: el tradicional derecho franco-germano del norte, la tradición romanista basada en el Corpus iuris civilis del sur, redactándose así el Code civil des Français (en español: Código civil de los franceses), también conocido como Código Napoleónico, promulgado el 21 de marzo de 1804.

### El código civil en Ecuador

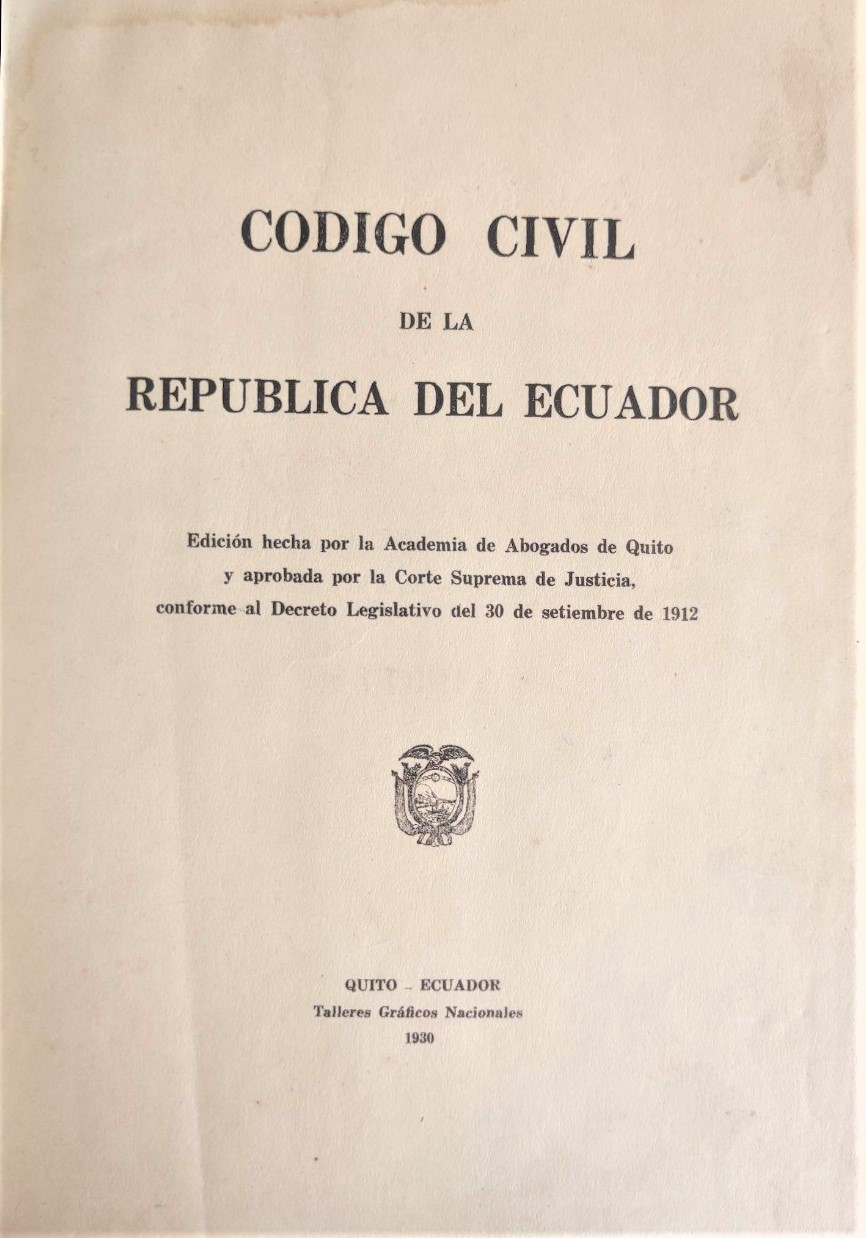
Código Civil de la República del Ecuador. Cuarta edición oficial, 1930.

En 1830  Ecuador se separa de la Gran Colombia para formar parte de una república independiente; cuya primera constitución se aprueba en septiembre del mismo año, se dictan leyes de procedimiento civil el 8 de noviembre de 1831 las cuales establecieron un orden de prioridad en la aplicación de las leyes, conservando el contenido de la constitución de Cúcuta. Ya en 1837 el gobierno y el Senado comisionaron al Dr. José Fernández Salvador para que trabajara un proyecto de Código Civil sobre la base del de Bolivia; proyecto que no fue en tiempo alguno examinado por los Congresos. Solo en 1855 hay un esfuerzo serio en este sentido; se comisionó a la Corte Suprema para que presentara un proyecto de Código Civil; iniciándose las labores y continuaron durante dos años hasta 1857, en que la Corte llegó a conocer el Código Civil Chileno, obra de Andrés Bello, que le pareció perfectamente aceptable para el Ecuador. 
Por esto, dejó la preparación de laboral la encomendada y se dirigió al gobierno recomendado que se adoptara el código chileno; entre otras cosas, se manifestaba lo siguiente en el oficio respectivo: “La Corte, que no abriga sentimiento de orgullo y vanidad; y cree que no hay mengua alguna en adoptar lo bueno que se encuentra hecho, no ha vacilado en volver sobre sus pasos, dando de mano a sus trabajos anteriores, y se ha contraído a examinar detenidamente dicho Código. De este examen ha resultado la convicción de que su plan es preferible al que se había trazado la Corte, y que sus doctrinas y aun su estilo podían ser adoptados por nosotros, haciendo solamente una que otra variación, que la diferencia de circunstancias y el bien de la claridad hicieran necesarias”. La legislatura del mismo año aprobó el proyecto, y el Código Civil comenzó a regir desde el primero de enero de 1861: la edición fue hecha en 1860.
La fuente inspiradora del fundamental del código civil de Andrés Bello fue el código de Napoleón, obra máxima del derecho francés, habiendo consultado igualmente a su autor, el código de Luisiana, los propios textos romanos y las opiniones doctrinarias del autores como Savigny, Pothier. El Código de Bello sirvió de inspiración a numerosos otros códigos Civiles de Latinoamérica, como el de Uruguay, de Argentina y Brasil, siendo recepcionado casi íntegramente en varios países. Se han hecho varias importantes reformas al primer Código Civil ecuatoriano editado en 1860, las cuales fueron incorporadas a las sucesivas ediciones hechas en 1871, 1889, 1930, 1950, 1959, 1970 y 2005.

### Reformas posteriores

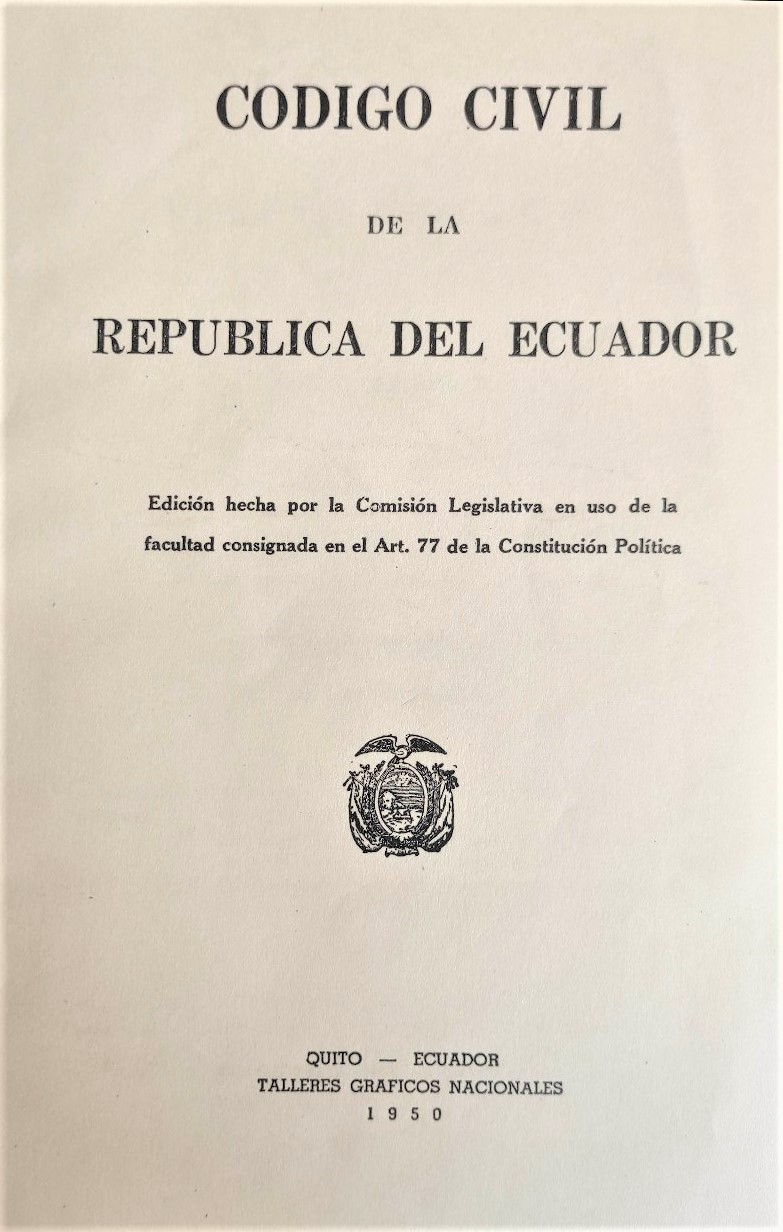
Código Civil de la República del Ecuador. Quinta edición oficial, 1950.

Las reformas dadas antes de estos últimos años, mencionados son las siguientes: la de 1865 sobre habilitación de edad para los menores, reforma que luego fue suprimida; la de 1867 sobre computo, de tiempo para determinados efectos jurídicos; la de 1869 dictada por el presidente Gabriel García Moreno y aprobada casi totalmente por la Convención del mismo año: modifica muchos artículos del Código entonces vigente y añade otro, entre ellos el referente a la retroactividad de las leyes, que es una copia de una ley chilena; la de 1873, que como la anterior tiene disposiciones sobre diversas materias del código; la de 1901 sobre la rendición de los censos. 
En 1902 se da la ley del matrimonio civil que cambia el sistema mismo del matrimonio vigente hasta entonces y varía, en consecuencia, muchas normas del Código que solo admitía el matrimonio canónico; esta ley es, a su vez, reformada, en la referente al divorcio, en 1904, en 1910, en 1912 y 1935.
Las reformas del Código Civil Ecuatoriano fueron avanzando hacia la penetración en el derecho público y privado; protección de los débiles incapaces u obreros; elevación de la capacidad jurídica de la mujer; consideración del matrimonio como institución de interés social; apreciación de la patria potestad como un deber mejor que como un derecho; protección de los  hijos ilegítimos; aspecto social de las guardas; prohibición de enriquecimiento sin causa; criterio objetivo de la responsabilidad civil; teoría del abuso del derecho y doctrina de la impresión en las obligaciones; predominio de las corporaciones cuyos estatutos tienen fuerza de ley; investigación de la paternidad; participación del Estado de las sucesiones; divorcio absoluto; responsabilidad de las personas jurídicas; etc.